# День працівників дипломатичної служби
Де́нь працівникі́в дипломати́чної слу́жби — професійне свято України. Відзначається щорічно 22 грудня.

## Історія свята
Свято встановлено в Україні «…ураховуючи важливу роль працівників дипломатичної служби України у підтриманні мирного і взаємовигідного співробітництва України з членами міжнародного співтовариства, забезпеченні при цьому національних інтересів і безпеки України, а також захисті прав та інтересів громадян і юридичних осіб України за кордоном…» згідно з Указом Президента України «Про День працівників дипломатичної служби» від 21 листопада 2005 р. № 1639/2005.